# Université des Arts et des Sciences de l'Université de Boston
Le College des Arts et des Sciences (College of Arts and Sciences, CAS), anciennement College of Liberal Arts (CLA), est la plus grande école de premier cycle de l'Université de Boston. Elle propose des diplômes de baccalauréat ès arts dans 23 départements différents et 20 programmes interdisciplinaires. Les programmes sont divisés en quatre grandes catégories comprenant plus de 2 500 cours, comprenant les sciences naturelles, les sciences sociales, les sciences humaines et les mathématiques et l'informatique.  Environ la moitié des étudiants de l’Université de Boston sont inscrits au Collège des arts et des sciences, tandis que la quasi-totalité des étudiants suivent quelques cours tout au long de leurs parcours scolaires. 

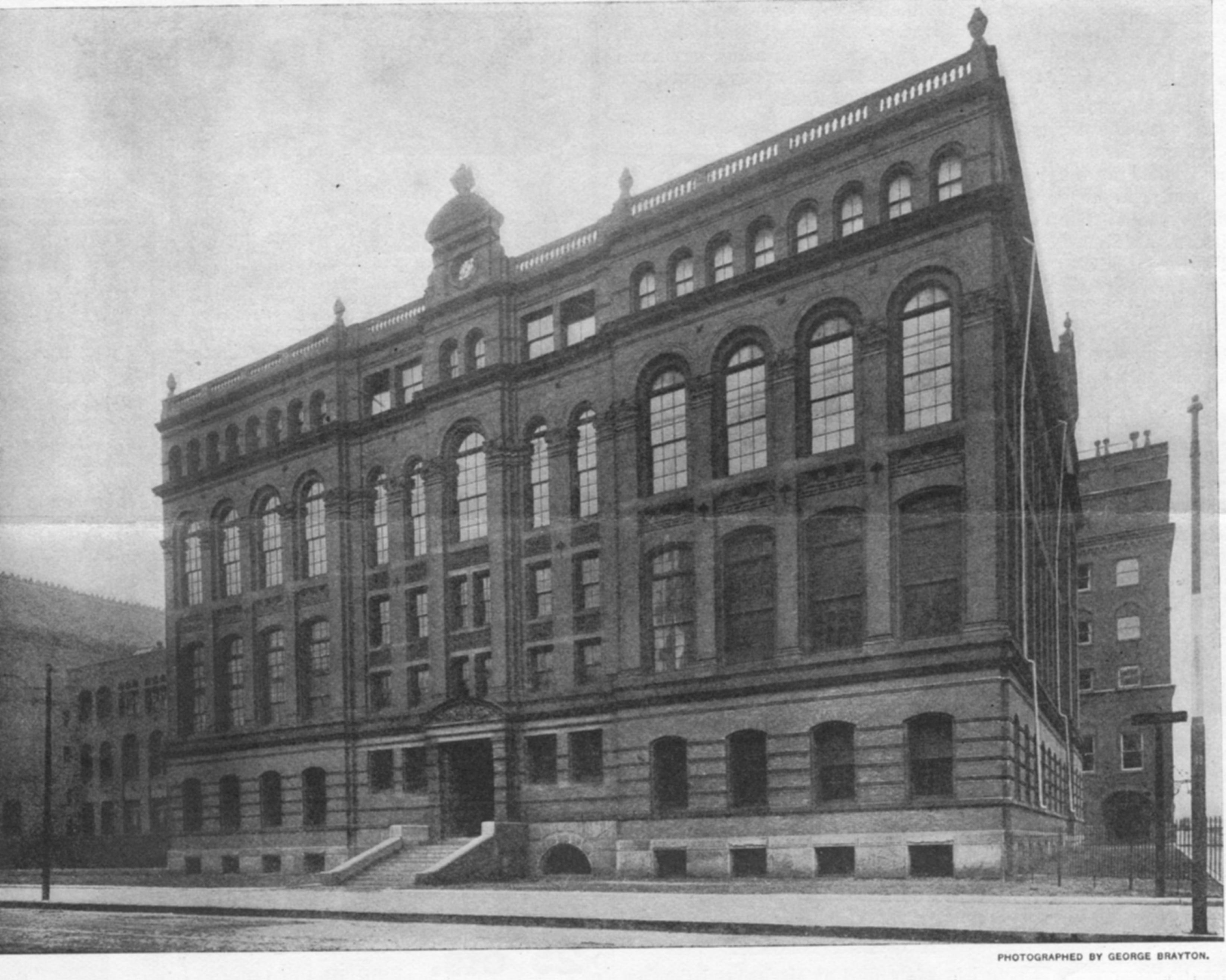
688, rue Boylston - siège de la CLA (CAS) de 1907 à 1947.

Le CAS de l'Université de Boston met l'accent sur l'importance d'acquérir des connaissances des divers domaines, en plus des études approfondies au sein de la majeure de l'étudiant. Les étudiants sont donc tenus de satisfaire aux exigences générales pouvant être remplies dans le cadre d'études divisionnaires ou de tronc commun. Concernant les filières divisionnaires, celles-ci impliquent que les étudiants suivent deux cours dans chacune des trois divisions en dehors de leur majeure, ainsi qu'une séquence d'un an dans le programme d'écriture du collège. Le tronc commun comprend huit cours intégrés qui couvrent les exigences générales ainsi que les exigences en rédaction du collège. Enfin, tous les étudiants doivent maîtriser une langue étrangère (généralement en suivant un cours du quatrième semestre).

## Personnalités liées
- Karen Seto, géographe américaine, y a étudié.